# Salisbury (district)
Pour les articles homonymes, voir Salisbury.
Salisbury est un ancien district non métropolitain situé dans le comté du Wiltshire, en Angleterre. Il avait pour chef-lieu la ville éponyme de Salisbury.
Créé en 1974 par l'application du Local Government Act 1972, le district a été aboli en 2009, comme les trois autres districts du Wiltshire (Kennet, North Wiltshire et West Wiltshire). Depuis cette date, le comté n'est plus subdivisé et constitue une autorité unitaire.